# Sant'Antonio di Padova a Circonvallazione Appia (titre cardinalice)
La diaconie cardinalice de Sant'Antonio di Padova a Circonvallazione Appia (Saint-Antoine de Padoue sur la circonvallazione Appia) est instituée le 18 février 2012 par Benoît XVI et rattachée à l'église Sant'Antonio da Padova a Circonvallazione Appia qui se trouve dans le quartier Appio-Latino au sud-est de Rome.

## Titulaires
- Julien Ries (2012-2013)
- Karl-Josef Rauber (2015-2023)
- George Koovakad (depuis 2024)

### Source
- (it) Cet article est partiellement ou en totalité issu de l’article de Wikipédia en italien intitulé « Sant'Antonio di Padova a Circonvallazione Appia (diaconia) » (voir la liste des auteurs).